# Семятичский район
Семятичский район (бел. Сямяціцкі раён) — административно-территориальная единица в Белорусской ССР в 1940—1945 годах, входившая в Брестскую область.

## История
Семятичский район с центром в городе Семятичи был образован в Брестской области 15 января 1940 года Указом Президиума Верховного Совета СССР.
К 1 января 1941 года район включал город Семятичи и 16 сельсоветов.
В 1941—1944 годах территория района была оккупирована немецкими войсками.
16 августа 1945 года Семятичский район был упразднён, а его территория вместе с районным центром была передана Польше.

## СМИ
В районе на белорусском языке издавалась газета «Сялянская газета» (Крестьянская газета).